# Ringstaholms län
Ringstaholms län var ett medeltida slottslän i Östergötland, som omfattade stora delar av trakten kring Norrköping och Linköping.

## Historik
Ringstaholms län var ett slottslän i landskapet Östergötland. Det inrättades senast vid tiden då Sverige ingick i Kalmarunionen på 1300-talet, och bestod till 1470 eller strax efter. Länets administrativa centrum  var slottet Ringstaholm, beläget i Motala ström vid utloppet från Glan, strax utanför Norrköping. 
Länet omfattade Bråbo härad, Lösings härad, Åkerbo härad, Gullbergs härad, Memmings härad och Norrköpings stad, vilket i moderna termer motsvarar stora delar av Norrköpings och Linköpings kommuner. År 1470 förstördes Ringstaholm, Ringstaholms län upphörde och ersattes av bland annat Linköpings län. 

## Hövitsmän
- 1378: Bo Jonsson (Grip)
- 1419: Peter Finvidsson (Peter Finvidssons ätt)[1]
- 1419: Magnus Eriksson (Örnfot)[2]
- Gert Jonsson (stjärna)
- Henrik Styke
- 1434–1436: Nils Erengislesson (Hammerstaätten)[2]
- Krister Nilsson (Vasa)
- 1442: Bengt Jönsson (Oxenstierna)
- 1439–1440: Eringisl Nilsson (Hammerstaätten)[2]
- 1451–1453: Svarte Åke Jönsson[2]
- 1469: Trotte Karlsson (Eka)